# Alphonsoara
× Alphonsoara, (abreviado Alph) en el comercio, es un híbrido intergenérico entre los géneros de orquídeas Arachnis × Ascocentrum × Vanda × Vandopsis. Fue publicado en Orchid Rev. 96(1136) cppo: 8 (1988).